# 孤独の戦士 (ロンリー ハンター)
「孤独の戦士 (ロンリー ハンター)」（こどくのせんし ロンリーハンター）は、1985年7月21日に発売された麻倉未稀の14枚目のシングル。発売元はキングレコードのスターチャイルドレーベル。

## 概要
表題曲「孤独の戦士 (ロンリー ハンター)」はアニメ映画『ジャスティ』の主題歌。B面曲「想い出に愛をこめて」は同アニメのイメージソングとして使用された。
2023年2月3日に6枚目のアルバム『ROMANCE』の配信が開始された際には、A面・B面曲ともにボーナストラックとして追加収録された。

## 収録曲
| 全編曲: 渡辺博也。 |                                    |          |             |
| #                  | タイトル                           | 作詞     | 作曲        |
| 1.                 | 「孤独の戦士 (ロンリー ハンター)」 | 竜真知子 | 渡辺博也    |
| 2.                 | 「想い出に愛をこめて」             | 麻倉未稀 | Michael Lin |

## タイアップ
| # | 曲名                               | タイアップ                      | 出典 |
| - | ---------------------------------- | ------------------------------- | ---- |
| 1 | 「孤独の戦士 (ロンリー ハンター)」 | OVA『ジャスティ』主題歌         |      |
| 2 | 「想い出に愛をこめて」             | OVA『ジャスティ』イメージソング |      |